# Serebria, Berșad
Serebria (în ucraineană Серебрія) este localitatea de reședință a comunei Serebria din raionul Berșad, regiunea Vinnița, Ucraina.

## Demografie
Componența lingvistică a localității Serebria
     Ucraineană (99,24%)
     Alte limbi (0,57%)
Conform recensământului din 2001, majoritatea populației localității Serebria era vorbitoare de ucraineană (99,24%), existând în minoritate și vorbitori de alte limbi.